# Gaál Franciska
Gaál Franciska, eredeti nevén: Silberspitz Franciska, egyéb névváltozat: Galizenstein Fáni (Budapest, 1903. február 1. – New York, 1972. augusztus 13.) magyar színésznő, elsősorban az 1945 előtti évek népszerű naivája.

## Élete
Sokgyerekes zsidó családba született, Silberspitz Lipót (1850–1932) és Pfeifer Regina lányaként. Apjának vendéglője volt Budán. A budapesti Színművészeti Akadémián és az Országos Színészegyesület színiiskolájában tanult. Ebben az időben változtatta meg a nevét Gál Gyula, a Színiakadémia tanára javaslatára. 1920-ban mutatkozott be az Eskütéri Színházban, A baba című operettben, majd 1922-ben Bárdos Artúr szerződtette a Belvárosi Színházba, miután sikeresen ugrott be a Buta ember című darabba az egyik szereplő, Dajbukát Ilona betegsége miatt. 1919-ben már filmezett, Aczél Pál Máté gazda és a törpék című némafilmjében játszott (első némafilmjei elvesztek, csak Az egérből maradt fenn néhány perces töredék).
Gyakran váltogatta a színházait: több színháznak is társulati tagja volt (Magyar Színház, Vígszínház, Renaissance Színház, Belvárosi Színház, Operettszínház stb.), miközben más helyeken is játszott, adott darabokra szerződve. Gyorsan népszerűvé vált a színházi és filmbeli szerepei révén, főleg naiva szerepeket játszott. Molnár Ferenc több előadását is megnézte, és az ő számára írta az Ibolya és A jótündér főszerepét. Karinthy Frigyes „Többkerekesgyerekesszerepes Fruská”-nak nevezte, utalva alkatára, állandó pörgésére, szerepeire.
1922. június 11-én Budapesten férjhez ment Lestyán Sándor újságíróhoz, akitől 1933-ban elvált. Ugyanebben az évben nevét Galra változtatta. 1934. július 25-én házasságot kötött dr. Dajkovics Ferenc római katolikus banktisztviselővel. A pár egyik tanúja Herczeg Ferenc író volt.
A Székely István filmrendező által készített próbafelvételek eljutottak Bécsbe és Berlinbe, és ennek révén kapott ottani szerepeket, és aratott az osztrák és a német filmekben sikereket. A német nyelvterületen új karakterként futott be, a korabeli sajtókritikák természetességéről, temperamentumáról, frissességéről írtak. 1937-től már Hollywoodban is filmezett a Paramount Pictures filmgyárban. Első amerikai filmje a Kalózkisasszony (1938) volt, Cecil B. DeMille rendezésében. Az 1930-as évek közepén a németországi nácizmus előretörése miatt hazaköltözött. A Német Birodalomban forgatott, de ott politikai okok miatt be nem mutatható filmjei nagy sikert arattak Magyarországon, majd a Szovjetunióban, sőt Gaál Franciska Sztálin egyik kedvence is lett. A Péter című film az 1935-ös Moszkvai Nemzetközi Filmkiállításon a legjobb filmvígjáték címet nyerte el. Hamarosan azonban a zsidótörvények miatt már itthon sem kapott szerepeket, sőt nemsokára már bujkálni is kényszerült, második férje, Dajkovics Ferenc ügyvéd balatoni villájában. A megérkező szovjet katonák felismerték a náluk sztárnak számító színésznőt, és ennek megfelelő elbánásban részesült, még két hónapos vendégszereplést is szerveztek számára a Szovjetunióban.
Gaál Franciska 1946-ban még szerepelt a Vígszínház Claudia című darabjában, de 1947-ben férjével végleg Amerikába költözött. Néhány darabban játszott a Broadway-n, fellépett amerikai magyarok számára rendezett eseményeken, tanított Erwin Piscator színiiskolájában, de lassan ott is elfeledték. Férje halála után magányban, visszavonultan élt. 1956-ban elterjedt, hogy meghalt, még az 1964-ben megjelent magyar kiadású Filmlexikon is ezt a dátumot közli halála éveként. Gaál Franciska valójában 1972. augusztus 13-án hunyt el egy New York-i szegénykórházban.
Emlékét 2009 szeptemberében Miskolcon, a Színészmúzeumban rendezett kiállításon idézték meg. A CineFest eseményeihez kapcsolódó tárlat anyagát 2010 nyarán a londoni Magyar Kulturális Intézetben, 2014-ben pedig Moszkvában is bemutatták.

## Színházi szerepeiből
- Csehov: Cseresznyéskert – Ánya
- Duer–Miller–Milton: Darázsfészek – Elise Benedotti
- Farkas Imre: Jeanette menyegzője – Inas
- Fodor László: A templom egere – Nagy Zsuzsi
- Gárdonyi Géza–Emőd Tamás–Török Rezső: Ida regénye – Ida
- Herczeg Ferenc: Sirokkó – Rösler Ofélia
- Lengyel Menyhért: Antónia – Piri
- Lengyel Menyhért: Postáskisasszony – Szalánczy Gabriella
- Mikszáth Kálmán–Harsányi Zsolt: A Noszty fiú esete Tóth Marival – Mari
- Molnár Ferenc: Az ibolya – Sobri Ilona
- Molnár Ferenc: A jótündér – Franci
- Shaw: Pygmalion – Eliza
- Zágon István: Marika – Marika
- Veber–Gorsse: Csitri – Colette

## Filmjei
- Máté gazda és a törpék (1919, néma)
- Az áruház gyöngye (1921, néma)
- A corneville-i harangok (1921, néma)
- Az egér (1921, néma)
- Paprika (1932, német)
- Csókol Veronika (1933, német)

- Pardon, tévedtem (1933), Skandal in Budapest (1934, német változat)
- Csibi (1934, osztrák)
- Tavaszi parádé (1934)
- Péter (1934)
- Kismama (1935)
- Kati (1935, osztrák)
- Lili kisasszony (1936, osztrák, 1949-ben felújítva)
- Kalózkisasszony (1938, USA)
- Az utolsó Katalin (1938, USA)
- Párizsi nászút (1939, USA)
- XIV. René (1946, osztrák-magyar-román, befejezetlen)

## Emlékezete
- Személye felbukkan Kondor Vilmos magyar író Budapest novemberben című bűnügyi regényében: fényképe egy fontos levelet rejt a regény vezérmotívumát adó gyilkosság színhelyén. Ugyanott említést nyer egyik filmje, a Cecil B. DeMille-lel forgatott Kalózkisasszony is (a film címét a főhős és barátnője is csak bizonytalanul tudja visszaidézni, tévesen a Kalózok címre emlékeznek).
- Jurij Trifonov Hely és idő című regényének narrátora egy helyen megállapítja, hogy szerelmese „hasonlít egy kicsit Gaál Franciskára. Ugyanolyan tojásdad arca van, és ugyanolyan a mosolya is.”